# Бурдзинский, Венантий Андреевич
Венантий Андреевич Бурдзинский (пол. Wenanty Burdziński, 18 мая 1864, Селище, Российская империя — 17 декабря 1928, Варшава, Польша) — русский и польский натуралист, основатель и первый директор Киевского и Варшавского зоопарков.

## Биография

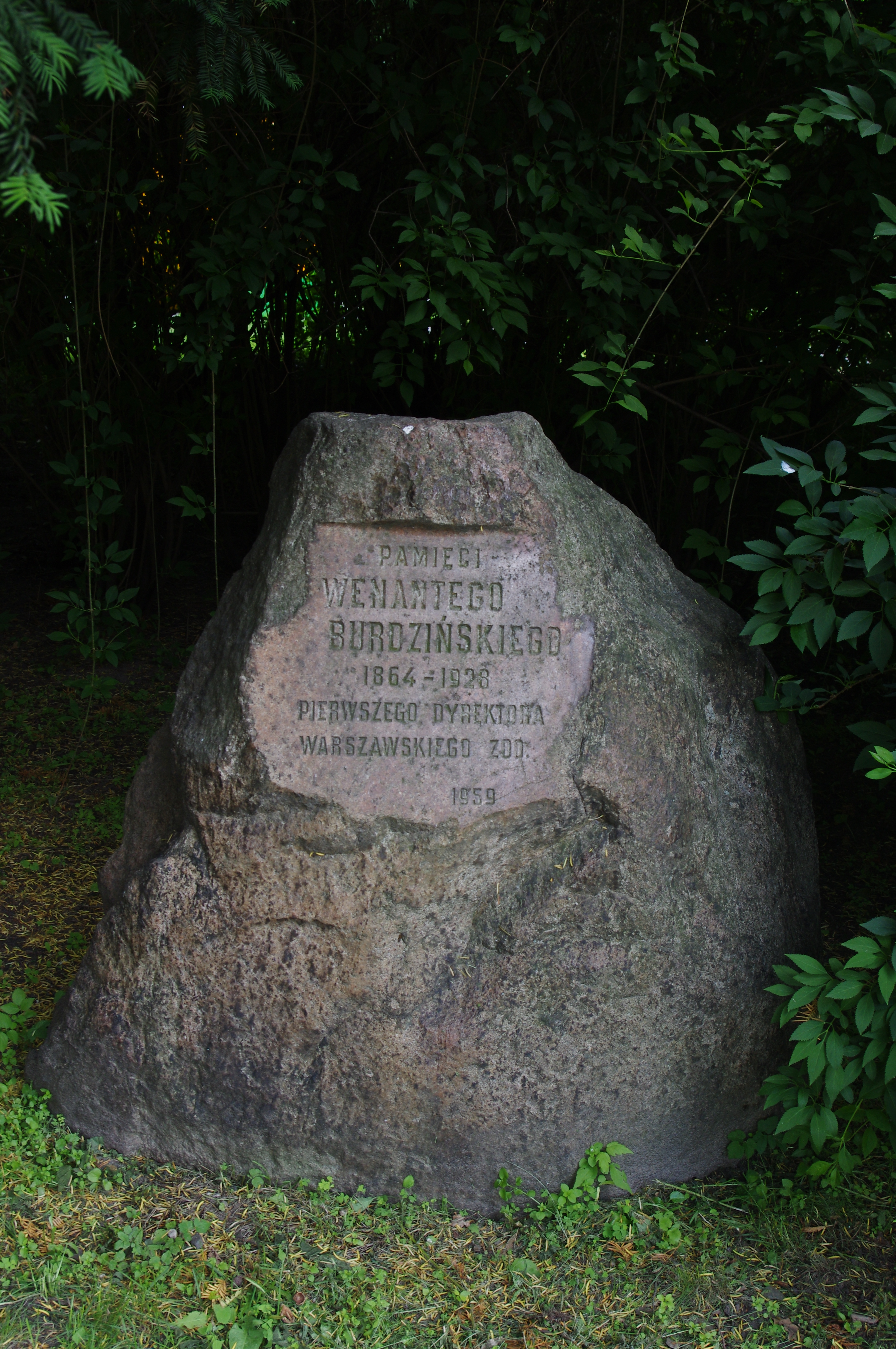
Памятный камень в Варшаве

Родился в селе Селище Каневского уезда Киевской губернии (ныне — Корсунь-Шевченковский район Черкасской области) в семье управляющего сахарного Андрея Бурдзинского. Окончил Киевскую гимназию, в 1892 году юридический факультет Киевского университета Святого Владимира. С 1892 по 1906 год был управляющим имением Казимировка на Полтавщине.
После смерти отца вернулся в Киев, где начал хлопотать о создании зоопарка на базе ботанического сада на улице Владимирской, принадлежавшего университету Святого Владимира. В 1907 году занял должность Секретаря Киевского общества любителей природы. В 1908 году Общество организовало в ботаническом саду выставку представителей фауны, состоявшей из 17 видов млекопитающих и птиц. Именно она стала прообразом будущего зоологического сада. К концу того же года количество животных в коллекции достигала 115 видов животных, а за год — 177. Зимой животных переводили складских помещений станции Киев-Товарный. Основные затраты на завоз и размещение зверей, а также строительство для них помещений и заработную плату обслуживающему персоналу нес сам Бурдзинский.
В 1913 году городской совет благодаря инициативности Бурдзинского отвела под зоопарк новую территорию в районе Шулявки, а потом еще и выделил дополнительные средства на обустройство парка. За первые десять лет существования зоопарка его структуру дополнили зоологический, ботанический, этнографический отделы, учебно-показательная пасека и музей пчеловодства. В 1919 году исполнительный комитет Киевского городского Совета рабочих депутатов признал зоологический сад общегосударственной собственностью и предоставил в распоряжение ещё около 43 га земли. Венантий Бурдзинский оставался директором зоопарка до 1923 года.
В 1924 году, не желая иметь ничего общего с большевистским режимом, Венантий Бурдзинский эмигрировал в Польшу, где в течение почти двух лет работал библиотекарем. В 1926—1927 годах Бурдзинский был консультантом биологической Варшавской студии и занимался созданием Варшавского зоопарка. 11 марта 1928 года зоопарк был официально открыт, а Венантий Андреевич стал его директором. Но занимал он эту должность недолго — уже через 9 месяцев Бурдзинский умер в возрасте 64 лет.
Похоронен на Повонзковском кладбище в Варшаве.

## Память
- В 1959 году в Варшавском зоопарке был установлен памятный камень в честь Венантия Бурдзинского, где указано, что он был первым директором зоопарка.
- В честь Венантия Бурдзинского в Киевском зоопарке были названы четыре черешни, посаженные около 1878 года. В 2008 году была проведена санация деревьев, продолжавших давать урожай, несмотря на свой солидный возраст.[2]